# Battaglia di San Juan de Ulúa (1568)
La battaglia di San Juan de Ulúa fu uno scontro tra pirati inglesi e forze regolari della marina spagnola presso San Juan de Ulúa (attuale Veracruz). Essa segnò la fine della campagna condotta dagli inglesi contro gli spagnoli nel Mar dei Caraibi, inclusa la tratta di schiavi.

## Contesto
Dopo l'inizio dell'età delle scoperte e l'esplorazione europea del Nuovo Mondo venne deciso che, per ridurre la possibilità potenziale di conflitto tra le due potenze navali del mondo dell'epoca, Spagna e Portogallo, fosse necessaria una linea di demarcazione tra le due rispettive sfere d'influenza. Nel 1497 il Trattato di Tordesillas, divise il Nuovo Mondo in zone spagnole e portoghesi e venne firmato dai due rispettivi monarchi e da papa Alessandro VI. Come risultato, la corona spagnola considerava tutto ciò che si trovava ad ovest dell'antimeridiano di Saragozza come propria proprietà personale, tra cui il continente nordamericano. Ad ogni modo, sulla base della Riforma protestante dell'inizio del XVI secolo e per il fatto che le nazioni che vi avevano aderito non riconoscevano il potere spirituale e l'autorità temporale del papa, molti paesi ignorarono semplicemente il trattato. I mercanti inglesi e gli avventurieri britannici iniziarono quindi a commerciare con gli avamposti spagnoli del Nuovo Mondo come pure a fondare proprie colonie. La Spagna si era dimostrata da subito molto sospettosa verso ogni tentativo delle potenze straniere di commerciare o fondare proprie colonie in zone sottoposte al suo controllo, spingendosi a massacrare centinaia di ugonotti francesi abitanti a Fort Caroline in Florida nel 1565 anche dopo la loro resa.

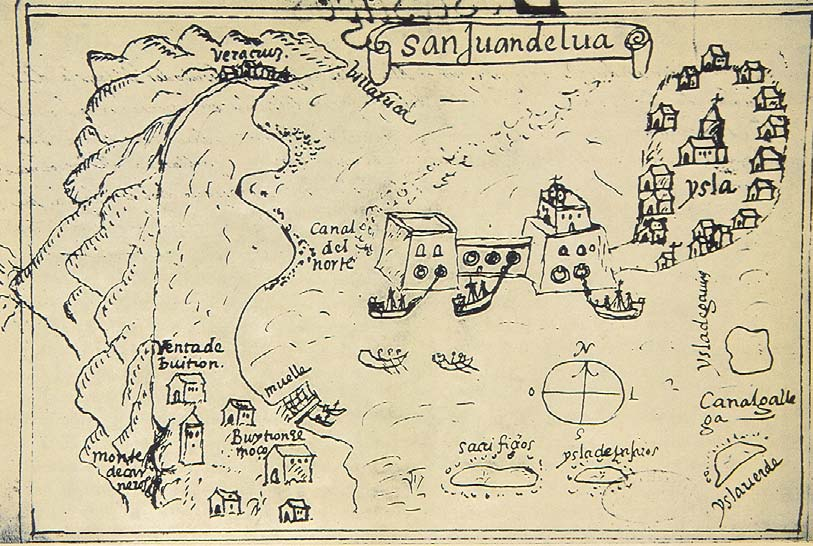
Illustrazione del XVI secolo dell'isola di San Juan de Ulula. Nel punto centrale si possono vedere gli attracchi del porto.

John Hawkins, uno dei primi avventurieri inglesi nel Nuovo Mondo, si era precedentemente impegnato in due viaggi commerciali nelle colonie spagnole, in piena contraddizione col trattato, nel 1562-63 e nel 1564-65, col tacito assenso della corona inglese. In ognuna di queste occasioni, Hawkins aveva commerciato schiavi per oro, argento, perle e zucchero con vai insediamenti spagnoli con successo variabile. Malgrado questo accordo ritenuto illegale dalla legge spagnola, i governatori ed i magistrati locali non si opposero mai a permettere il commercio con Hawkins che in fin dei conti faceva girare l'economia locale. In ogni occasione Hawkins riusciva a farsi attestare dagli ufficiali spagnoli locali la buona condotta ed il buon profitto dei suoi viaggi. Nel corso del suo secondo viaggio, mentre era fermo a Rio de la Hacha per vendere schiavi, vino, farina, biscotti e lino, ottenne addirittura degli ordini per il suo viaggio successivo. Ad ogni modo, le autorità spagnole vennero allertate del pericolo di questi rapporti commerciali che avrebbero senz'altro finito per danneggiare gli interessi della Spagna e pertanto chiesero alla corte di giustizia di Santo Domingo di intervenire affinché ordinasse di bloccare ogni nave inglese con relativo carico per prevenire future incursioni commerciali.
La flotta commerciale inglese in queste rotte era composta da un totale di 5 navi: le caracche Gesù di Lubecca al comando di John Hawkins, la Minion al comando di John Hampton, e le barche Judith al comando del cugino di Hawkins, Francis Drake, Angel e Swallow. Al gruppo si aggiunse una caravella portoghese catturata presso le coste del Ghana, dove gli inglesi erano in competizione con gli schiavisti portoghesi. La nave venne rinominata Grace of God. Una settima nave, la barca William and John, si unì al gruppo prima della battaglia per poi ripartire alla volta della madrepatria, ma dopo aver raggiunto l'Irlanda nel febbraio del 1569, andò perduta nel viaggio verso l'Inghilterra. La flotta nel febbraio del 1568 aveva portato 400-500 schiavi in Guinea, raggiungendo Dominica il 27 marzo 1568, iniziando a vendere il proprio carico ai coloni spagnoli in cambio di oro, argento e gioielli, ripartendo alla volta di Cartagena il 23 luglio successivo.
Dopo aver cercato di penetrare nella costa della Florida nell'agosto di quello stesso anno, la flotta di Hawkins andò incontro ad una tremenda tempesta che prese in pieno la Gesù di Lubecca danneggiandola pesantemente. Volendo continuare il viaggio lungo le coste della Florida e rendendosi conto di non poter tornare in patria con la nave in tali condizioni, come pure essendo a corto di rifornimenti, la flotta di Hawkins salpò alla volta del porto più vicino, quello di San Juan de Ulua, dove giunse il 16 settembre. Viaggiando verso San Juan e col terrore di essere intercettato dalle autorità spagnole, Hawkins prese contatti con tre vascelli spagnoli con a bordo 100 passeggeri nella speranza di essere in grado di negoziare per ottenere dei rifornimenti. Inizialmente gli ufficiali spagnoli scambiarono le navi di Hawkins per un gruppo di navi spagnole attese in loco, per poi scoprire dopo esservi saliti pacificamente, di essere a bordo di navi inglesi. Hawkins prontamente informò i comandanti di non essere né un razziatore né un malintenzionato, ma di volere unicamente assicurarsi cibo, acqua ed un luogo per poter riparare la propria nave. Proprio mentre ciò accadeva, una flotta spagnola di scorta al comando di don Francisco Luján giunse anch'essa nel porto al seguito del nuovo viceré della Nuova Spagna, Martín Enríquez de Almansa, che stava per giungere al suo posto a Mexico City.

## La battaglia
Le strutture del porto di San Juan erano estremamente limitate e rudimentali, composte di un muro di cinta di protezione di "piccoli mattoni di pietra, alto non più di tre piedi sopra l'acqua [...]" e pertanto Hawkins provvedette subito ad inviare delle navi per informare le navi spagnole arrivate delle sue condizioni ed evitare nel contempo uno scontro armato.
È pur vero ad ogni modo che sino a quel momento gli inglesi avevano ripetutamente ignorato il Trattato di Tordesillas attaccando delle navi mercantili. Dopo due giorni di negoziati, vennero scambiati una dozzina di ostaggi e gli spagnoli si accordarono perché gli inglesi potessero entrare nel porto. Le navi spagnole impiegarono due giorni a compiere le proprie manovre, ma per propositi di sicurezza le due flotte vennero ancorate separatamente ed in posizioni distanti tra loro. Gli spagnoli si accordarono inoltre per vendere (e non concedere gratuitamente) i beni di cui gli inglesi abbisognavano. Il comandante della flottiglia spagnola ad ogni modo aveva specificatamente ottenuto l'ordine di bloccare il commercio inglese in Nuova Spagna e pertanto, in totale contravvenzione alla tregua appena stipulata tra le due parti gli spagnoli iniziarono segretamente ad ammassare a terra una forza d'attacco presso il porto di modo da portarsi agevolmente verso le batterie d'artiglieria costiere nel caso in cui Hawkins avesse tentato di difendere la propria posizione. Gli spagnoli godevano inoltre di ulteriori 150-300 uomini a bordo della hulk San Salvador che venne a portarsi tra le navi inglesi e quelle spagnole.
Secondo il piano la hulk avrebbe dovuto trovarsi a mezzogiorno del 24 settembre esattamente tra le due flotte e, una volta in posizione, al suono di una tromba, avrebbe dato inizio all'attacco, proprio mentre gli inglesi stavano pranzando. Gli inglesi ad ogni modo erano rimasti sospettosi nei confronti degli spagnoli, osservando in particolare i movimenti tra le loro navi. Sospettando che gli spagnoli stessero proprio progettando un attacco per l'ora di pranzo, il capitano della Gesù di Lubecca, Robert Barret (che parlava fluentemente spagnolo), venne inviato a chiedere al viceré della Nuova Spagna di sbarcare gli uomini dalla hulk di modo che da ambo le parti vi fosse chiarezza sulle intenzioni reciproche, senza ulteriori minacce. Il viceré, Don Martin de Enriquez, realizzando ormai che il complotto era stato scoperto, non rispose a Barrett ed ordinò immediatamente alla tromba di suonare lanciando l'attacco. Le truppe spagnole a terra immediatamente riuscirono a sopraffare i marinai inglesi intenti a prendere le posizioni sulle artiglierie della spiaggia, ma molti di questi riuscirono a tornare frettolosamente sulle loro navi. La Minion, la nave più vicina all'hulk spagnolo, fu il primo obbiettivo degli spagnoli ma fu in grado di difendersi egregiamente. Il secondo obbiettivo, la Gesù di Lubecca, venne abbordata dagli spagnoli proprio dall'hulk con un violento scontro a bordo della nave, ma gli spagnoli vennero respinti e la Gesù fu in grado di affiancarsi alla Minion. Il comandante francese della Grace of God, Robert Blondel, diede fuoco alla nave prima portarsi con Hawkins a bordo della Gesù.

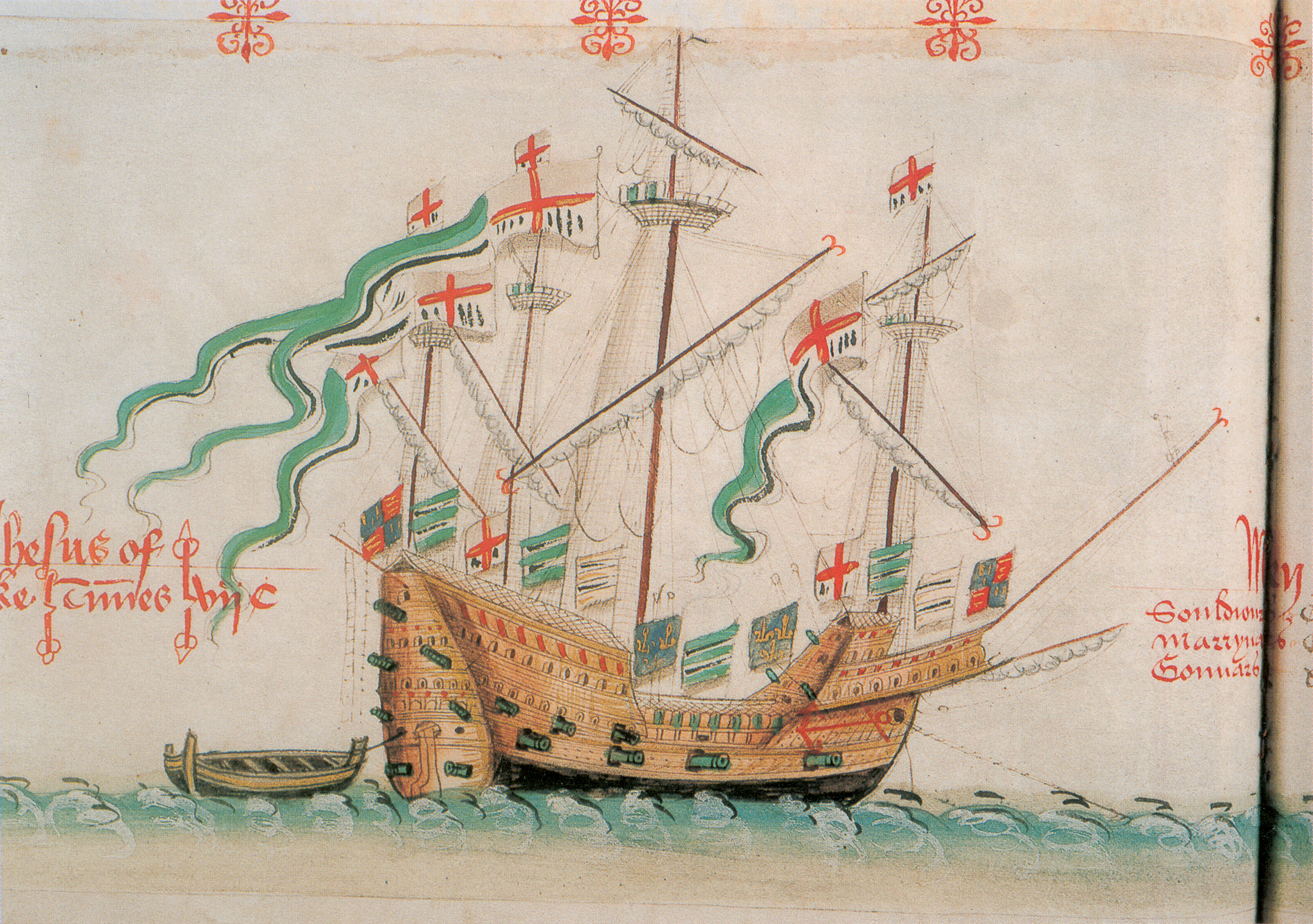
La caracca inglese Gesù di Lubecca, catturata dagli spagnoli nel corso di una battaglia coi portoghesi, dipinta nell'Anthony Roll

A questo punto le batterie d'artiglieria costiere erano tutte nelle mani degli spagnoli, i quali appunto rivolsero i loro cannoni contro gli inglesi, danneggiando pesantemente la Gesù. Gli inglesi compirono delle manovre con la Gesù di Lubecca da portarla tra la Minion e le batterie stesse, facendo così da scudo alla Minion. Il primo assalto a queste batterie era stato comandato dal capitano Delgadillo e risultò poi decisivo per la flotta inglese. La Angel affondò e la Swallow venne presa dagli spagnoli. Hawkins diede l'ordine di abbandonare le navi per salvare i suoi uomini e prese il comando personalmente della Minion.
Solo la Judith, comandata da Drake, e la Minion riuscirono infine a fuggire, lasciando dietro di loro la Gesù di Lubecca con diversi membri della ciurma ancora a bordo. Nel corso della notte Francis Drake, al comando della Judith, abbandonò il resto della flotta per riportarsi in patria, lasciando Hawkins solo a bordo della Minion che appariva sovraffollata. Secondo quanto riportato dal vice governatore di Vera Cruz, Francisco de Bustamente, nel corso della notte i venti cambiarono direzione così da impedire agli spagnoli di inseguire le navi inglesi come avrebbero voluto. La Gesù venne infine anch'essa abbordata dagli spagnoli della San Salvador al comando del capitano Juan de Ubilla. Pare ad ogni modo che Ubilla avesse permesso ai suoi uomini di razziare la Gesù nel porto. La flotta di Luján perse la nave del viceammiraglio, il galeone Santa Clara, che si incendiò ed affondò nel porto. L'ammiraglia San Pedro, l'unica nave completamente armata a San Juan, venne pesantemente colpita anch'essa nel corso della battaglia, in uno scontro armato con la Minion.

## Conseguenze
Durante il ritorno in patria, sia la Minion che la Judith apparivano sovraffollate e diversi uomini dovettero essere abbandonati sull'attuale costa meridionale degli Stati Uniti per risparmiare sui rifornimenti che sarebbero serviti a bordo per attraversare l'Atlantico. Hawkins lasciò a terra 110 uomini che finirono poi per arrendersi agli spagnoli, finendo nelle prigioni locali dove inizialmente vennero comunque ben trattati dal viceré della Nuova Spagna, ma con l'arrivo dell'Inquisizione nel 1571 molti di questi vennero torturati, condannati al rogo o al servizio perpetuo a bordo delle galee spagnole. Hawkins giunse in Inghilterra con una ciurma di 15 uomini. Drake aveva raggiunto Plymouth già da un mese, nel dicembre del 1568. Solo 70-80 uomini della spedizione originaria riuscirono in tutto a tornare in patria.
Se da un lato Hawkins venne accusato di tradimento dagli spagnoli per non aver rispettato gli accordi presi sul commercio locale, l'intento di don Enrique era comunque stato quello di imporre la sua autorità sul monopolio spagnolo delle Indie occidentali.
Nei decenni successivi, la battaglia di San Juan de Ulua venne ricordata dagli inglesi come un esempio della scarsa fiducia da concedere agli spagnoli. La diserzione di Drake con la Judith nel pieno dell'azione gettò ombre sulla sua persona, ma soprattutto lo rese particolarmente inviso agli spagnoli.
La battaglia fu un chiaro precursore della guerra che scoppiò tra Filippo II di Spagna ed Elisabetta I d'Inghilterra nel 1585.